# Picky
Picky è un singolo del rapper britannico 21 Savage pubblicato il 12 novembre 2019.

## Tracce
1. Picky – 2:59